# Orthogeomys cuniculus
Orthogeomys cuniculus är en däggdjursart som beskrevs av Elliot 1905. Orthogeomys cuniculus ingår i släktet Orthogeomys och familjen kindpåsråttor. IUCN kategoriserar arten globalt som otillräckligt studerad. Inga underarter finns listade i Catalogue of Life.
Arten når en absolut längd av 32 till 33 cm, inklusive en 9,5 till 10 cm lång svans. Bakfötterna är 4,4 till 4,8 cm långa, öronen är 0,8 cm stora och vikten ligger vid 400 g. Orthogeomys cuniculus har nästan samma utseende som Orthogeomys grandis men är lite mindre. Den grova pälsen på ovansidan har en brun färg. Undersidans päls är inte tät och huden som ligger under är ofta synlig. På svansen saknas hår. Liksom andra släktmedlemmar har arten en fåra i de övre framtänderna. I varje käkhalva förekommer en framtand, ingen hörntand, en premolar och tre molarer, alltså 20 tänder i hela tanduppsättningen.
Arten är bara känd från två mindre områden i södra Mexiko. Den hittades i torra skogar med odlingar av sockerrör i närheten.